# Oleria antaxis
Oleria antaxis is een vlinder uit de familie Nymphalidae. De wetenschappelijke naam van de soort is voor het eerst geldig gepubliceerd in 1909 door Richard Haensch.